# Thamnophis gigas
Thamnophis gigas — вид змій родини вужеві (Colubridae). Інша назва: підв'язкова змія велетенська.

## Поширення
Цей вид є зустрічається є ендеміком заболочених місць Центральної долини у Каліфорнії. 98 % популяції у  долині Сан-Хуакін вимерла через осушення водно-болотяних угідь. Зустрічався також у  долині Сакраменто у районах вирощування рису.

## Опис
Тіло завдовжки до 163 см.

## Спосіб життя
Напіводний вид. Він активний при температурі води при 20 °С або більше, і знаходиться в стані спокою під землею, коли його водне середовище проживання нижче цієї температури. Більшу частину раціону змії становлять риба і жаби.